# Benoît Salmon
Benoît Salmon (Dinan, 9 mei 1974) is een voormalig Frans wielrenner.

## Carrière
Benoît Salmon werd beroepswielrenner in 1996 bij de Belgische ploeg Collstrop-Lystex. In 1997 stapte Salmon over naar Lotto-Mobistar en reed hij zijn eerste Ronde van Frankrijk. Hierin werd hij in de achttiende etappe echter uitgesloten nadat hij zich had vastgehouden aan een ploegleiderswagen. In 1998 trad Salmon in dienst bij wielerploeg Casino.
In de Ronde van Frankrijk van 1999 eindigde Salmon op de 16de plaats in het eindklassement en won hij het jongerenklassement. Hij kwam in de belangstelling te staan van AG2R en zou twee seizoenen voor die ploeg rijden. In zijn tweede jaar bij AG2R haalde Salmon zijn hoogste notering op de UCI-wereldranglijst, de 72e plaats.
Vanaf 2002 reed Salmon twee seizoenen bij Phonak, een seizoen bij Crédit Agricole en vier seizoenen bij Agritubel. Hij boekte echter geen overwinningen meer. Eind 2008 beëindigde hij zijn wielercarrière. Van 2010 tot en met 2014 was Salmon sportief directeur van Vélo Club La Pomme Marseille.

## Overwinningen
1992
- Frans kampioen op de weg, Junioren

1996
- Ardense Pijl

1998
- 4e etappe Tour du Vaucluse
- Eindklassement Tour du Vaucluse

1999
- 4e etappe Midi Libre
- Eindklassement Midi Libre
- Jongerenklassement Ronde van Frankrijk

2001
- 6e etappe Midi Libre

## Resultaten in voornaamste wedstrijden
| Jaar | Ronde van Italië | Ronde van Frankrijk | Ronde van Spanje |
| ---- | ---------------- | ------------------- | ---------------- |
| 1996 |                  |                     |                  |
| 1997 |                  | uitgesloten         |                  |
| 1998 |                  | 28e                 |                  |
| 1999 |                  | 16e                 |                  |
| 2000 |                  | 107e                |                  |
| 2001 |                  | 35e                 |                  |
| 2002 |                  |                     | 83e              |
| 2004 |                  | 83e                 |                  |
| 2005 |                  |                     |                  |
| 2006 |                  | 38e                 |                  |
| 2007 |                  | 125e                |                  |

| Jaar | Milaan-San Remo | Amstel Gold Race | Luik-Bast.‑Luik | Waalse Pijl | Bretagne Classic |
| ---- | --------------- | ---------------- | --------------- | ----------- | ---------------- |
| 1996 |                 | 43e              |                 |             | 68e              |
| 1997 |                 |                  |                 |             | 18e              |
| 1998 |                 | 79e              |                 |             |                  |
| 1999 |                 |                  |                 |             | 29e              |
| 2000 | 162e            | 59e              | 76e             | 57e         |                  |
| 2001 |                 |                  |                 |             | 8e               |
| 2002 |                 |                  |                 |             | 61e              |
| 2004 |                 |                  |                 | 91e         |                  |
| 2005 |                 |                  |                 |             | 38e              |
| 2006 |                 |                  | 86e             | 13e         | 17e              |
| 2007 |                 |                  | 14e             | 14e         |                  |